# Prudenzio (nome)
Prudenzio  è un nome proprio di persona italiano maschile.

## Varianti
- Maschili: Prudente[1][2]
- Femminili: Prudenzia[1][2], Prudenza[1][2], Prudente[2]

### Varianti in altre lingue
- Catalano: Prudenci[6], Prudent[6]
- Francese: Prudence[4]
  - Femminili: Prudence[7]
- Inglese
  - Femminili: Prudence[7][8]
  - Ipocoristici femminili: Prue[7][8], Pru[7][8], Prudy[8], Prudie[8], Purdie[8], Purdy[8]
- Latino: Prudentius[4]
  - Femminili: Prudentia[7]
- Spagnolo: Prudencio[4][6], Prudente[6]
  - Femminili: Prudencia[7]

## Origine e diffusione

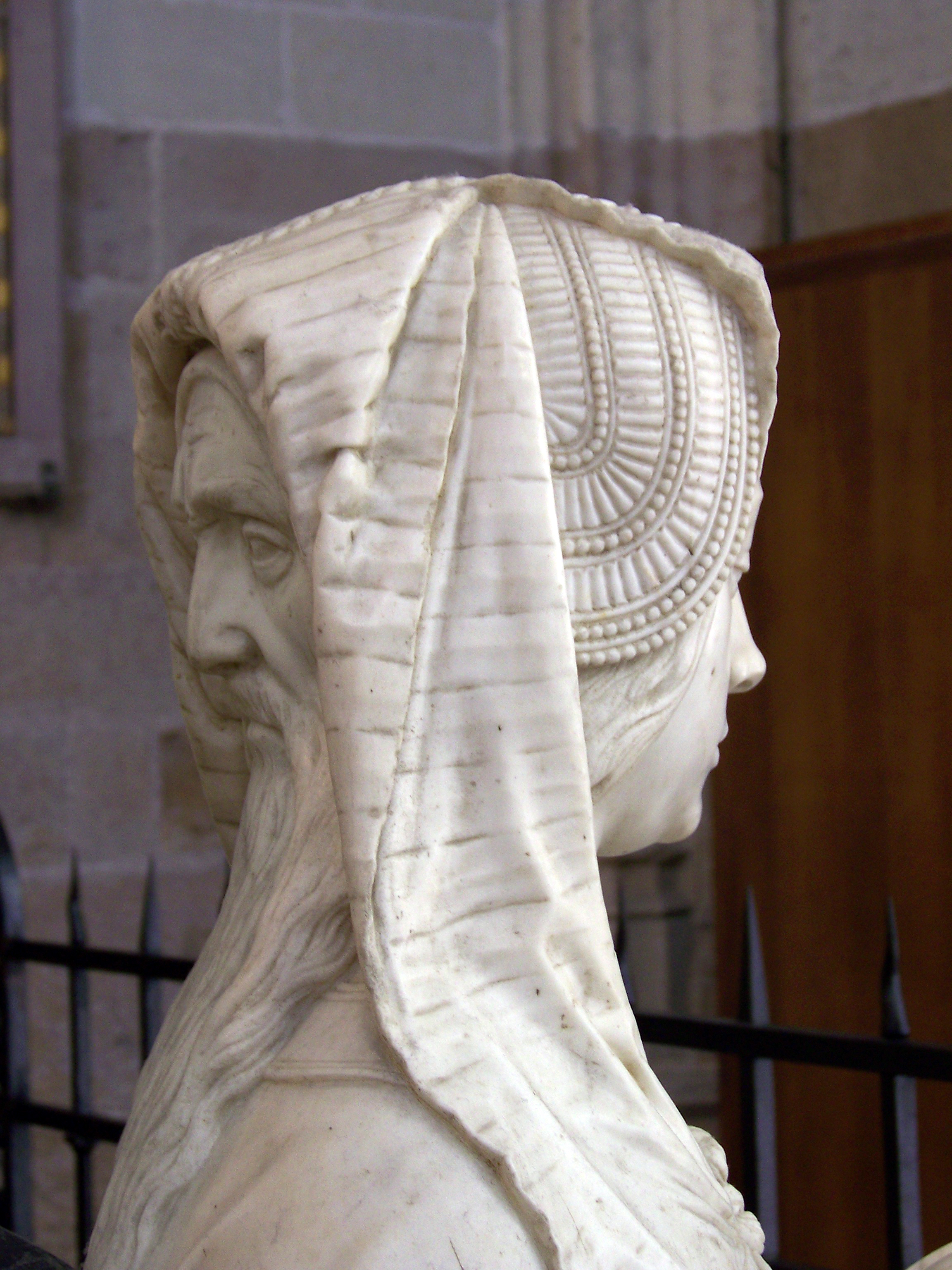
Rappresentazione allegorica della prudenza, dalla tomba di Francesco II di Bretagna e Margherita di Foix

Continua il tardo gentilizio latino Prudentius, basato su prudens, prudentis, una forma contratta di providens, participio presente di providere, "prevedere"; il suo significato può quindi essere interpretato come "prudente", "saggio", "avveduto", "abile". Alcune varianti (come "Prudente" e "Prudenza") possono anche richiamare direttamente la prudenza, una delle quattro virtù cardinali cristiane, il cui nome risale comunque alla stessa radice.
In Italia il nome è sostenuto dal culto di alcuni santi così chiamati e dal riferimento alla prudenza, ma è raro e disperso; fa eccezione la variante femminile Prudenza, nettamente più diffusa delle altre e accentrata in Puglia, specialmente nella provincia di Bari. In francese è passato nella forma Prudence, che è usata sia al maschile, sia al femminile; come nome solo femminile, questa era diffusa anche in Inghilterra durante il Medioevo, e venne poi ripresa dai Puritani nel XVII secolo, in parte direttamente dal termine inglese per "prudenza".

## Onomastico
L'onomastico si può festeggiare in memoria di più santi e beati, alle date seguenti:
- 1º aprile, san Prudenzio, decimo vescovo di Atina, martire[9][10]
- 6 aprile, san Prudenzio, vescovo di Troyes[9][10]
- 28 aprile, san Prudenzio, vescovo di Tarazona[5][6][9][10]
- 6 maggio, beata Prudenza Castori, fondatrice e badessa di un monastero agostiniano a Como[10]
- 23 luglio, beata Prudenza Canyelles Ginesta, martire a L'Arrabasada[9]
- 31 luglio, beato Prudencio della Croce, martire ad Andújar[9]

## Persone

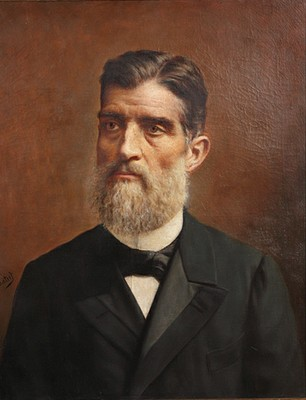
Prudente de Morais

- Prudenzio, poeta e politico romano

### Variante Prudencio
- Prudencio della Croce, presbitero spagnolo
- Prudencio de Pena, cestista e allenatore di pallacanestro uruguaiano
- Prudencio Indurain, ciclista su strada spagnolo
- Prudencio Molina, giocatore di calcio a 5 spagnolo
- Prudencio Norales, calciatore honduregno
- Prudencio Sánchez Hernández, vero nome di Pruden Sánchez, calciatore spagnolo

### Variante Prudente
- Prudente de Morais, avvocato e politico brasiliano
- Prudent Joye, ostacolista francese

### Variante femminile Prudence
- Prudence Murdoch, dirigente d'azienda australiana
- Prudence Sekgodiso, mezzofondista sudafricana

## Il nome nelle arti
- Prudenza è un personaggio del romanzo La signora delle camelie di Alexandre Dumas figlio.
- Prudencio Aguilar è un personaggio del romanzo di Gabriel García Márquez Cent'anni di solitudine.
- Prue Halliwell è un personaggio della serie televisiva Streghe.
- Dear Prudence è una canzone dei Beatles.